# Orljavac
Orljavac är en ort i Kroatien.   Den ligger i länet Slavonien, i den östra delen av landet, 130 km öster om huvudstaden Zagreb. Orljavac ligger 217 meter över havet och antalet invånare är 203.
Terrängen runt Orljavac är kuperad åt nordväst, men åt sydost är den platt. Orljavac ligger nere i en dal. Runt Orljavac är det glesbefolkat, med 10 invånare per kvadratkilometer. Närmaste större samhälle är Požega, 16,6 km sydost om Orljavac. Omgivningarna runt Orljavac är en mosaik av jordbruksmark och naturlig växtlighet.